# Jüdischer Friedhof (Fülöpszállás)

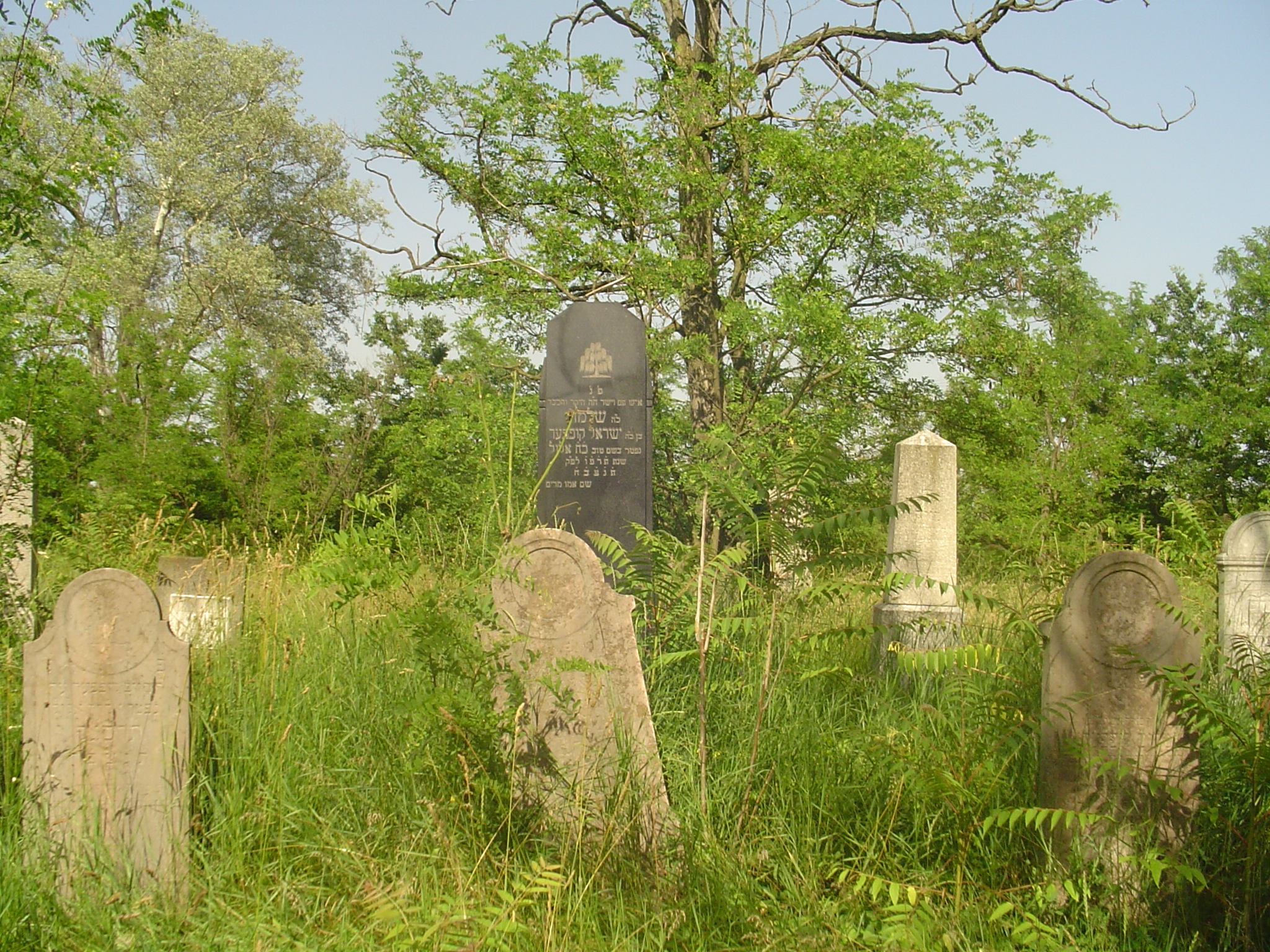
Jüdischer Friedhof in Fülöpszállás

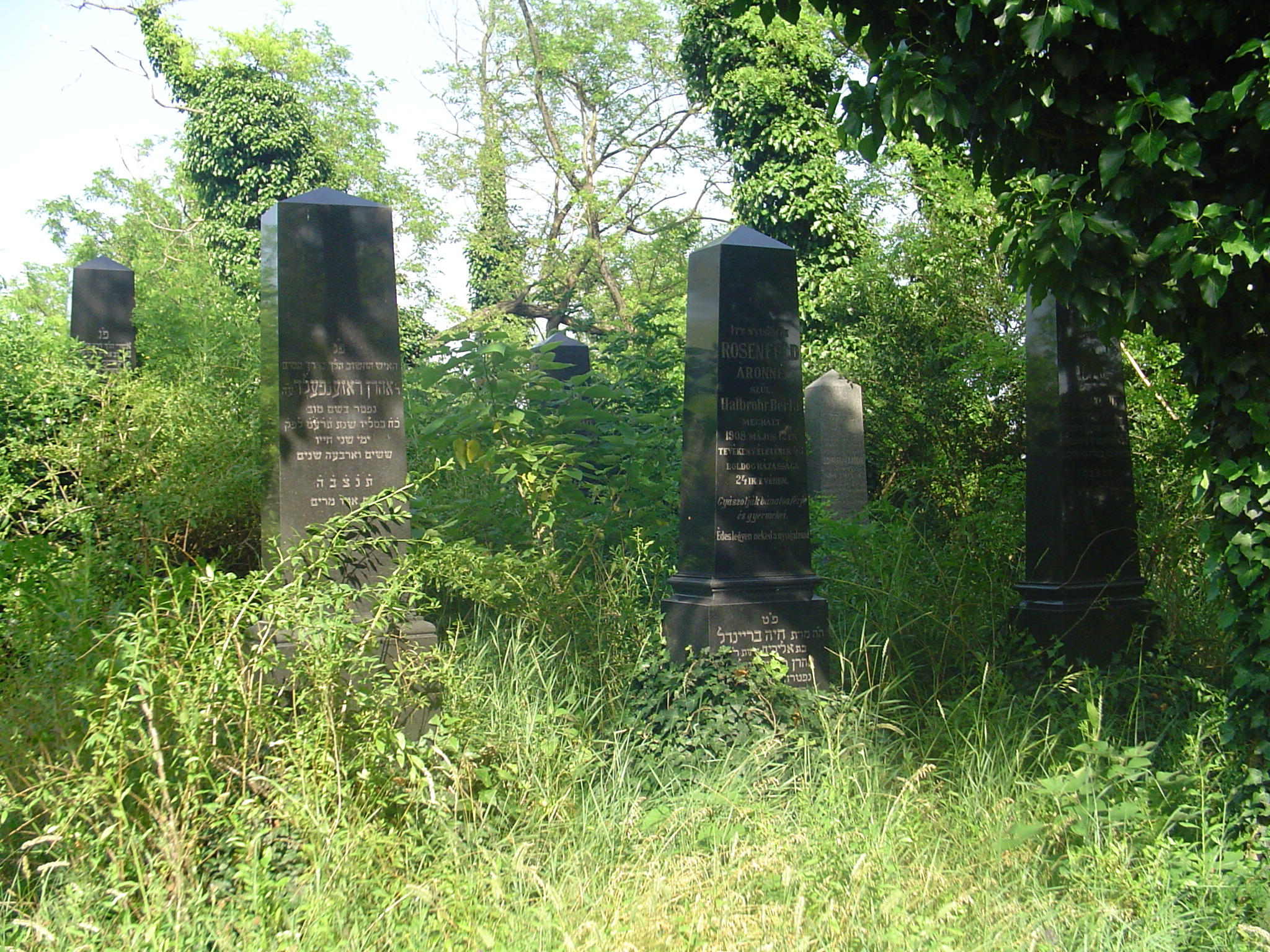
Jüdischer Friedhof in Fülöpszállás

Der Jüdische Friedhof in Fülöpszállás, einer Gemeinde im Kreis Kiskőrös im Komitat Bács-Kiskun in Ungarn, wird von der Gemeindeverwaltung gepflegt und liegt in der Nähe des katholischen Friedhofes.